# Hülskens Holding
Die Hülskens Holding GmbH & Co. KG ist die Konzernobergesellschaft eines deutschen Baustoff-Herstellers mit Hauptsitz in Wesel. Der Konzern ist in den Bereichen Kies- und Sandgewinnung, Schotter- und Splittherstellung, Wasserbau, Betonproduktion, Binnenschifffahrt, Logistik und Spezialversicherungen tätig.

## Geschichte

### Gründung und Aufbau
Gerhard Hülskens, Namensgeber des Unternehmens, wurde 1849 in Keeken bei Kleve geboren und betrieb verschiedene (Wasser-)Bauprojekte an lokalen Wasserstraßen und Schifffahrtswegen am Niederrhein. Im Jahr 1905 erfolgte mit Gesellschaftern aus den Familien Kuckelmann und Krieger die Gründung der Firma Gerhard Hülskens & Cie. GmbH. 1911 wurde die Firma Elskes gekauft, die ebenfalls im Wasserbau und in der Betonproduktion tätig war. 1917 verkaufte Gerhard Hülskens seine Gesellschaftsanteile an Conrad Krieger und Dietrich Kuckelmann und schied aus dem Unternehmen aus.
1928 erfolgte die Gründung der Rheinisch-Westfälischen Baustoff- und Speditionsgesellschaft Ruhrmann & Co. GmbH, welche die Grundlage des späteren Geschäftsbereiches Logistik bildete. Ab 1930 baute Hülskens den Baldeneysee in Essen weiter aus. In den Folgejahren war das Unternehmen weiterhin vor allem im Bereich des Ausbaus des Wasserstraßennetzes und dessen Schiffbarmachung tätig.
Mit dem Beginn der Wiederaufbauphase in Deutschland ab 1945 war der Bedarf an Kies und Sand riesig, konnte jedoch nicht annähernd gedeckt werden. Anlagen der Kies- und Sandindustrie waren für Kriegszwecke umgerüstet oder durch die Siegermächte beschlagnahmt worden. Ab 1946 wurde der Emmelsummer Hafen in Voerde sowie der Rhein-Lippe-Hafen in Wesel von Hülskens ausgebaut. Im Jahr 1958 wird mit der Herstellung und Lieferung von Transportbeton begonnen. 1967 wurde das neue Bürogebäude an der heutigen Hülskensstraße in Wesel bezogen. Seit den Wirtschaftswunderjahren und dem anhaltenden Bauboom der Wohnungswirtschaft, des Straßen- und Brückenbaus gewannen Kies und Sand in der Folgezeit weiter an Bedeutung. Durch die zunehmende infrastrukturellen Anforderungen wuchsen bei Hülskens auch die Bereiche Wasserbau und Logistik weiter.

### Weitere Entwicklung
Im Jahr 1988 erfolgte die Gründung der „Hülskens-Stiftung für Natur- und Landschaftspflege“, die ausgesuchte ökologische Projekte unterstützt und fördert. Im folgenden Jahr begann das Unternehmen, am Niederrhein die Technik des Kiesabbaus sowie die Rekultivierungsformen zu modernisieren. Neben der reinen Mineralgewinnung rückten dabei zunehmend auch gesellschaftliche Mehrwerte in den Vordergrund. Ab 1990 baute das Unternehmen Niederlassungen in Sachsen und Sachsen-Anhalt auf.
1993 wurde der Auesee in Wesel vollendet, 1994 wurde die erste Stufe der Rekultivierungsarbeiten an der Xantener Südsee abgeschlossen und dort ein Freizeitzentrums eröffnet. 2021 wurde die zweite Stufe des Projektes abgeschlossen und ein zweiter See im Anschluss an die Umsetzung eines Renaturierungskonzeptes der Öffentlichkeit als Naherholungsgebiet zugängig gemacht.
Die Abgrabung Reckerfeld und des Polders Lohrwardt begann 1998. 1999 wurde mit Aufnahme der Beton-Fertigteilproduktion die Produktpalette erweitert. Im Jahr 2001 war der Bau der Duisburger Sechs-Seen-Platte abgeschlossen. Zwei der Seen entstanden durch die Arbeit von Hülskens. Nach Beginn der Abgrabung und Deichrückverlegung im Orsoyer Rheinbogen 2005 erfolgte die Fertigstellung des Lippe-Mündungsraums in Wesel 2011. Der Wasserbau wurde zunehmend mit Projekten zum Hochwasserschutz beauftragt.
Die Repräsentanten der Gesellschafterfamilien und Geschäftsführer der Hülskens-Holding waren im Jahr 2021 in der dritten bzw. vierten Generation Konrad Krieger und Werner Schaurte-Küppers.

## Geschäftsfelder

### Mineralische Rohstoffe
Nach der Gründung des Unternehmens Anfang des 19. Jahrhunderts konzentrierte sich Hülskens zunächst auf klassische Maßnahmen des Wasserbaus. In den 1920er-Jahren kamen die Gewinnung und Aufbereitung von Kiesen und Sanden hinzu, die als Betonzuschlagsstoffe unentbehrlich sind.
Nach Kriegsende wurde mit der Beseitigung gesprengter Brücken und der Bergung gesunkener Schiffe an Rhein und anderen niederrheinischen Schifffahrtswegen begonnen. Diese wirtschaftlichen Lebensadern der Region sollten wieder schiffbar gemacht werden. Der Wiederaufbau ließ den Bedarf an Kiesen und Sanden für die Betonherstellung deutlich ansteigen. So wurden verschiedene Abbaugebiete erschlossen. Nach der Wiedervereinigung Deutschlands wurden auch in den neuen Bundesländern Niederlassungen aufgebaut. In der jüngeren Vergangenheit wandelte sich der Charakter des Kies- und Sandabbaus: Neben der reinen Rohstoffgewinnung tritt die aktive Landschaftsgestaltung in den Vordergrund.
Der Geschäftsbereich Mineralische Rohstoffe ist in fünf Regionen aufgeteilt:
- Region Niederrhein mit Sitz in Wesel: Am Niederrhein nimmt Hülskens eine marktführende Stellung bei der Gewinnung und Aufbereitung oberflächennaher mineralischer Rohstoffe ein.[18]
- Region Leipzig mit Sitz in Belgern-Schildau: An den Standorten in Liebersee (Sachsen) und Hoppegarten-Müncheberg (Brandenburg) werden Rohstoffe gewonnen und aufbereitet.[19][20]
- Region Magdeburg mit Sitz in Magdeburg: Betriebe in Rothensee, Tornitz und Barby gewinnen Kies und Sand vornehmlich für die regionale Nutzung in öffentlichen und privaten Bauprojekten.[21]
- Region Benelux mit Hauptsitz in Nimwegen: Gewinnung der Rohstoffe Kies und Sand für den niederländischen und belgischen Bausektor.[22][23]
- Region Sauerland mit Sitz in Arnsberg: Produktion von Kalksteinsplitten und Kalksteingemischen für die Asphalt-, Beton- und Betonwarenindustrie.[18]

### Beton
Die Firma Elskes bildet den Kern des Geschäftsbereiches Beton. Die Produkt- und Leistungspalette umfasst Transportbeton, Betonfertigteile, Baustahl sowie mit der Melius Baustofftechnik GmbH die Baustoffüberwachung. Elskes betreibt 22 Transportbetonwerke in Nordrhein-Westfalen.

### Wasserbau

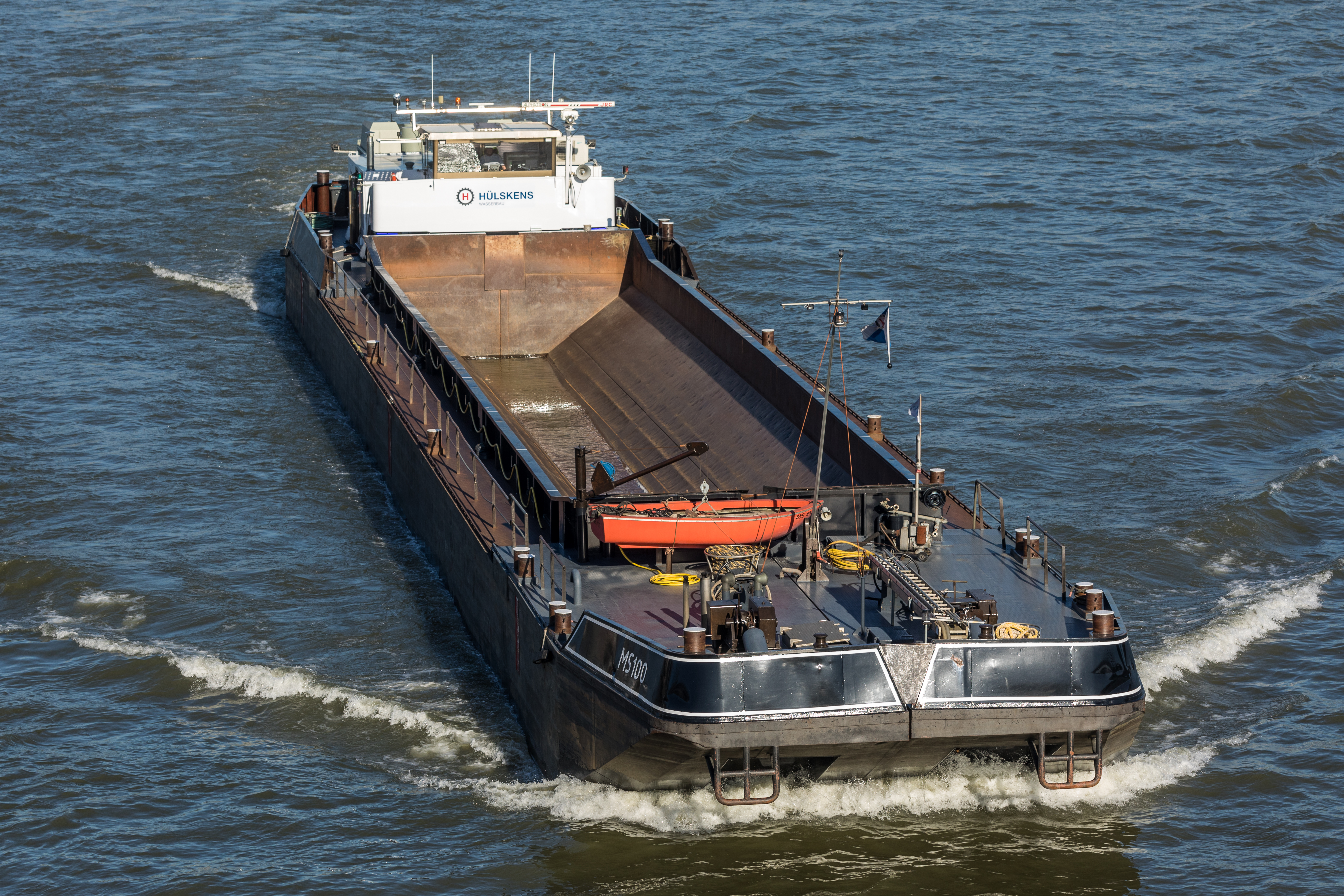
Leere Klappschute von Hülskens Wasserbau auf dem Rhein

Der Bereich Wasserbau ist seit Unternehmensgründung Grundbestandteil der Geschäftstätigkeit. Bereits im 19. Jahrhundert wurden erste große Projekte realisiert.
Das Leistungsspektrum reicht vom Dükerbau, Ramm- und Spundwandarbeiten, Nassbaggerung, Ufersanierung/Flussbau, Hydrographie, Geschiebemanagement, Deckwerk und Verguss bis hin zu Ingenieurwasserbau und Spezialtechniken. Dabei werden häufig schwimmende Arbeitsplattformen oder Spezialschiffe mit Geräten wie Baggern, Kränen und Rammen eingesetzt.

### Logistik
Die Logistik bildet seit Gründung der Rheinisch-Westfälischen Baustoff- und Speditionsgesellschaft Ruhrmann 1928 (heute Ruhrmann Logistik GmbH & Co. KG) einen eigenständigen Geschäftsbereich. Aufgabe des Unternehmens war es zunächst, Kies und Sand im westdeutschen Kanalgebiet zu transportieren und zu vermarkten. Heute ist Ruhrmann ein Logistikunternehmen, das über eigene Häfen und Umschlagsanlagen an den meistbefahrenen Kanälen in Nordrhein-Westfalen verfügt. Die Binnenhafen-Umschlaglogistik bildet dabei den Schwerpunkt des Unternehmens. Angeboten werden kundenspezifische Transportlösungen auf dem Wasser und der Straße. Berücksichtigt werden dabei die Produktherkunft und -eigenschaften, optimale Transportwege und die Bereitstellung notwendiger Pufferlager. Entwickelt werden auch umschlagstechnische Maßnahmen zum nachhaltigen Schutz der Umwelt.
Standorte des Unternehmens sind Duisburg, Dortmund, Hamm-Uentrop, Münster, Marl-Brassert und Dorsten. Es ist Mitglied der Arbeitsgemeinschaft der Häfen NRW.

### Versicherungsmakler
Zum Firmenverband gehört auch der unabhängige Spezialversicherungsmakler OTTO MAURER Assekuranzmakler GmbH, der gemeinsam mit dem Tochterunternehmen ECONOMIC Assekuranzmakler GmbH Versicherungen für Risiken der Baustoffindustrie, Bauwirtschaft, Binnenschifffahrt und für das Bauhandwerk anbietet.
Die Otto Maurer Assekuranzmakler konzentriert sich dabei vorrangig auf die Baustoffindustrie, die Bauwirtschaft und die Binnenschifffahrt. Die ECONOMIC Assekuranzmakler legt ihren Fokus ebenfalls auf den Bereich der Baustoffindustrie sowie auf Betonpumpendienste und Frachtführer.

## Lebensräume gestalten
Unter dem Titel „Lebensräume gestalten“ verfolgt der Firmenverband Hülskens nach eigenen Angaben seit einigen Jahrzehnten Projekte, die ökonomische und ökologische Aspekte in Einklang bringen sollen. Im Fokus stehen dabei gleichermaßen langfristige Mehrwerte für das Unternehmen, seine Mitarbeiter, Standorte und die Region sowie Natur und Bevölkerung.
Im Einzelnen wurden bisher realisiert:
- 500 Hektar Naherholungs- und Freizeitflächen am Niederrhein: Die „Xantener Südsee“ wurde als Naherholungsgebiet für Freizeitsportler und Erholungssuchende geschaffen. Der Auesee in Wesel wurde 1993 realisiert.[45][46] Mit dem integrierten Projekt Lippe-Mündungsraum direkt vor den Toren der Kreisstadt Wesel gelang es, Tier-, Pflanzen- und Wasserschutz durch eine ganzheitliche Landschaftsgestaltung gemäß EU-Richtlinien umzusetzen.[47][48]
- Hochwasserschutz: Der Firmenverband engagiert sich seit mehr als 100 Jahren in verschiedenen Kontexten für den Hochwasserschutz. Ein Beispiel ist die Flutrinne Niedermörmter/Rees, die als Bypass gegen zu hohen Wasserdruck fungiert. Die Stadt Rees am Niederrhein ist bei Hochwasser besonders gefährdet, da sie in einer scharfen Flussbiegung des Rheins liegt.[49][50]
- Solarenergie: Mit eigenen Solaranlagen werden 1 Mio. kWh Strom pro Jahr erzeugt. Mit der Errichtung einer schwimmender Solaranlage auf dem Kiessee in Vorselaer mit über 1.800 Solarmodulen und einer Leistung von 750-Kilowatt wurde das größte Photovoltaik-Kraftwerk in Nordrhein-Westfalen errichtet.[51] Damit kann nahezu der gesamten Energiebedarf des eigenen Kieswerks klimaneutral gedeckt werden.[52][53]